# Löbauer Wasser
Das Löbauer Wasser (im Volksmund auch die Löbau; obersorbisch Lubata, früher auch Lubotna) ist ein rechter Nebenfluss der Spree in Sachsen.

## Verlauf
Er entsteht an der Zimmermühle im Löbauer Ortsteil Ebersdorf im Liebesdörfel, durch den Zusammenfluss des Großschweidnitzer Wassers und des Cunnersdorfer Wassers.
Der Flusslauf verläuft an Ebersdorf vorbei nach Norden zwischen dem Stadtzentrum von Löbau und dem Löbauer Berg. Nördlich der Stadt folgt das Dorf Georgewitz, anschließend folgt ein enges Felsental, die Georgewitzer Skala, die sich bis nach Oppeln erstreckt. Bei Kleinradmeritz beginnt der Lauf nach Nordwesten durch ein flaches Tal mit vielen Mäandern, an dem die Orte Glossen, Grube, Trauschwitz, Lautitz, Maltitz und Wasserkretscham liegen.
Oberhalb der Stadt Weißenberg beginnt ein tief eingeschnittenes Flusstal mit größeren Flussschleifen. Hier verläuft das Löbauer Wasser südlich der Bundesautobahn 4 (A 4) und bildet zwischen Weicha und Gröditz das Felsental der Gröditzer Skala. Der weitere Lauf führt westlich an Nechern und Belgern vorbei, wo der Fluss ein gemeinsames seichtes Tal mit dem Kotitzer Wasser bildet und mit diesem über Gräben verbunden ist. Bei Cannewitz trennen sich die Läufe beider Gewässer wieder und oberhalb von Rackel unterquert der Fluss die A 4 nach Norden. Es folgt eine flache Landschaft zwischen den Malschwitzer Ortsteilen Baruth und Buchwalde, in der das Löbauer Wasser mehrere Gräben für die Teichlandschaft bei Guttau speist. Hier fließt das Löbauer Wasser zwischen den Malschwitzer Ortsteilen Guttau und Brösa hindurch und mündet nach 58 km beim Malschwitzer Ortsteil Lömischau rechtsseitig in die Spree.
Von Glossen bis zur Mündung bei Lömischau verläuft der Themenweg „Mühlenweg“ entlang der vielen ehemaligen Mühlen.

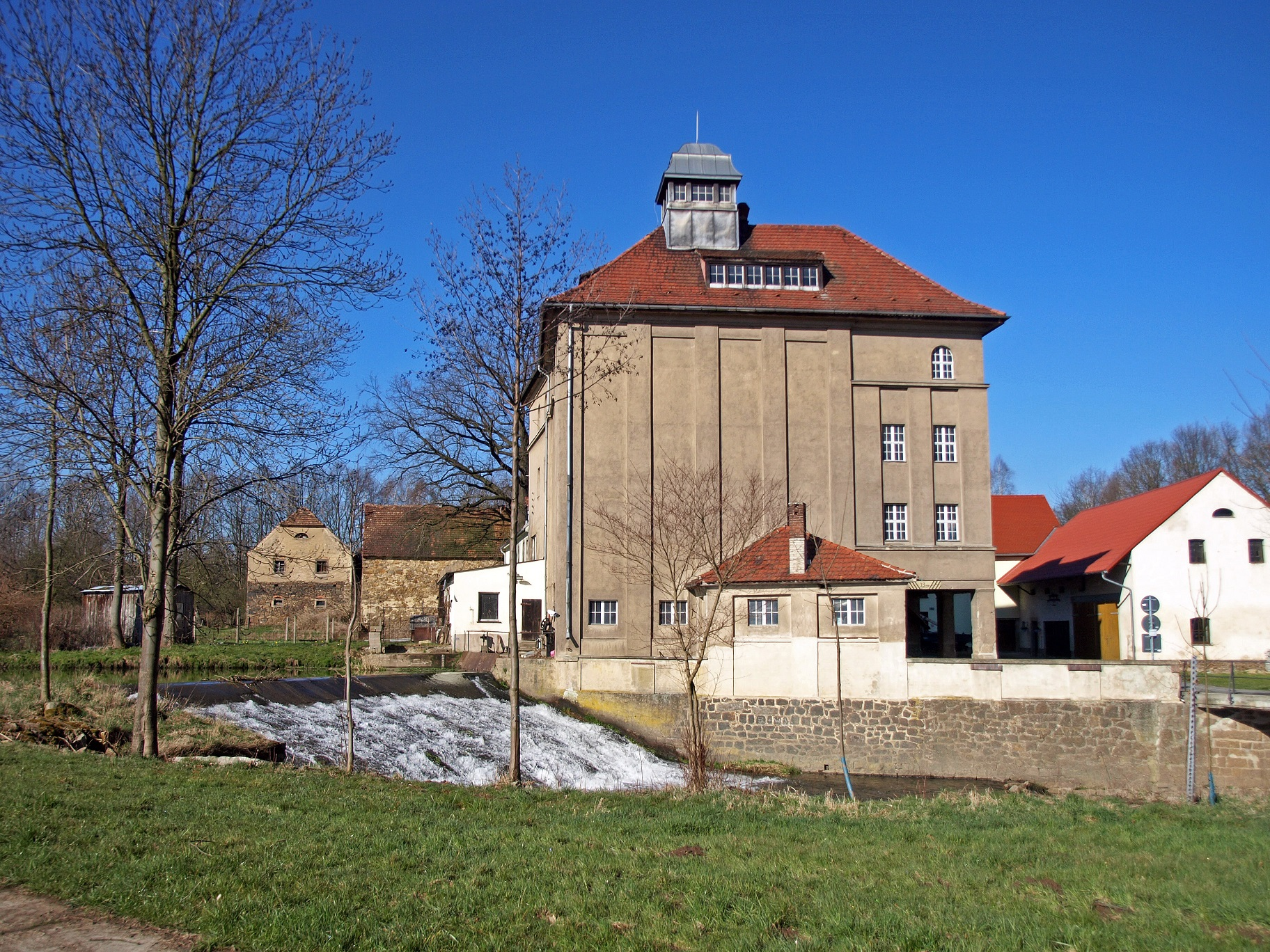
Wassermühle Grube
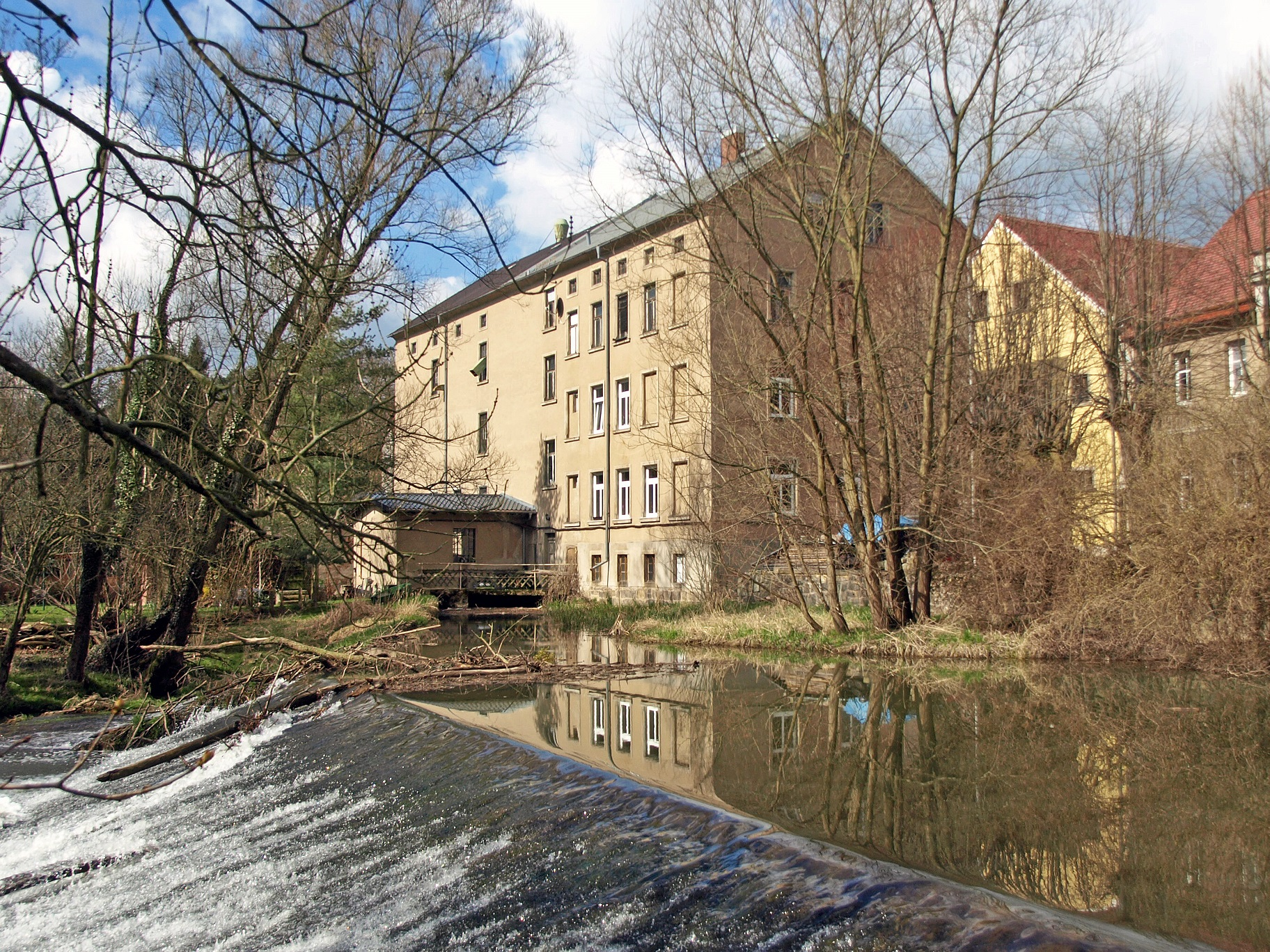
Obermühle Weißenberg
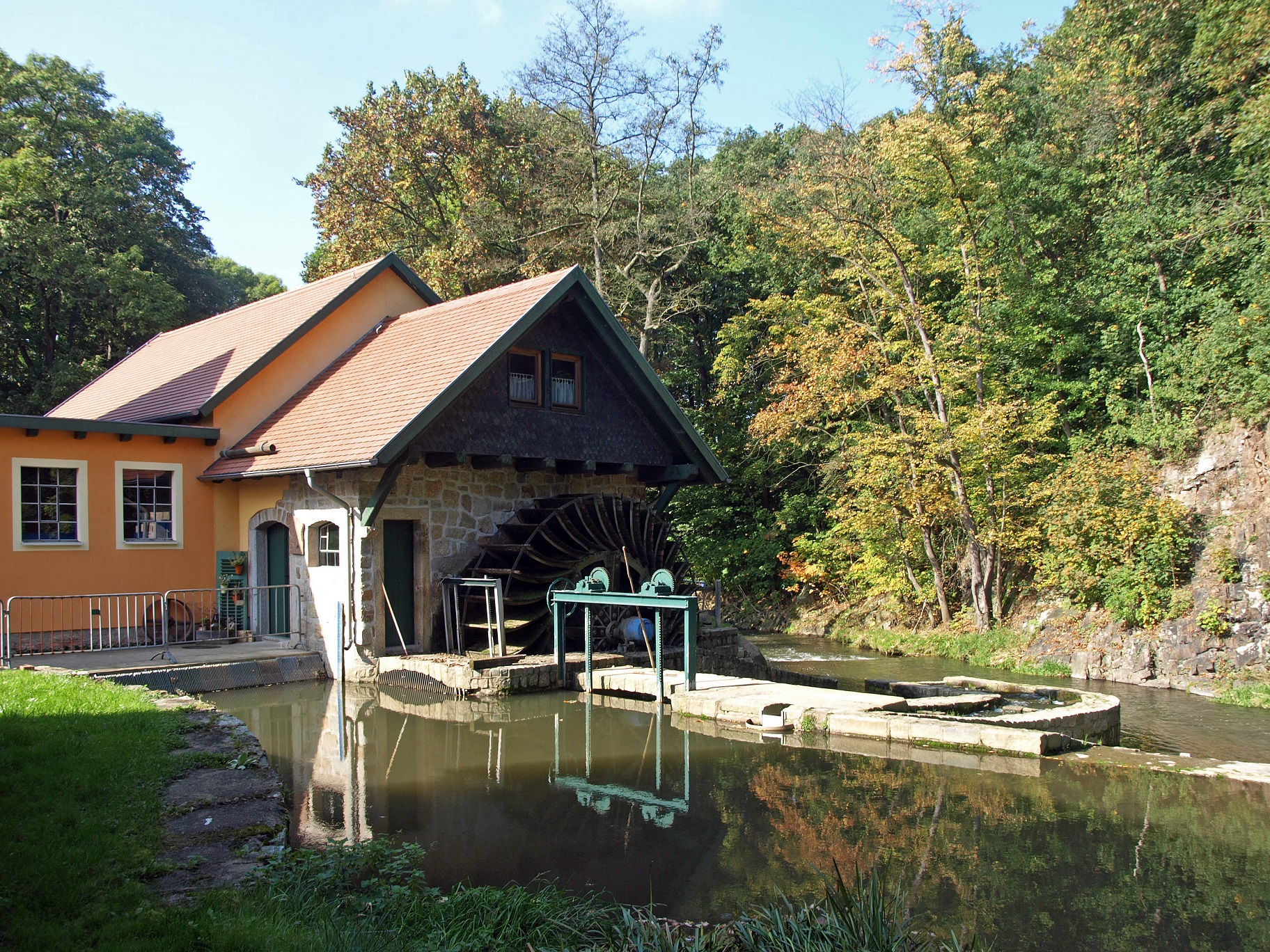
Niedermühle Weißenberg

## Nebenflüsse
- Seltenrein, im Löbauer Stadtteil Tiefendorf, links
- Rosenhainer Wasser, bei Kleinradmeritz, rechts
- Buchholzer Wasser, bei Wasserkretscham, rechts
- Kotitzer Wasser, bei Guttau, links
- Altes Fließ, bei Lömischau, rechts

## Quelle
Der Ursprung des Löbauer Wassers wird meist im Löbauer Ortsteil Ebersdorf aus den Zusammenflüssen des Großschweidnitzer Wassers und des Cunnersdorfer Wassers angegeben. Jedoch gibt es eine Reihe von Erzählungen und Sagen um den Ursprung. So werden unter anderem oft als Quelle der Hochstein und der Höllengrundgraben sowie die Dörfer Großschweidnitz, Oberschönbach und Obercunnersdorf genannt.